# Struga (Kalwa)
Struga – rzeka w Polsce, dopływ Kośnej, która jest pośrednim dopływem Pisy i Wadągi.
Ciek wypływający z jeziora Kalwa nosi nazwę własną po prostu Struga, mimo że struga to ogólna nazwa cieku wodnego.
Poniżej przedstawiono schematyczny układ połączeń Strugi i jezior z nią związanych. Bieg rzek przedstawiono od dołu do góry. Drukiem wytłuszczonym oznaczono główny nurt.
- Kośna
  - Purda
  - Kośno
    - Jezioro Łajskie
      - Jezioro Łowne

    - Struga
      - Tylkówek
      - Jezioro Małszewskie
        - Burdąg
        - Upadek

      - Kalwa
        - Kalwa Mała
        - Kalepka
        - Kiepunek
          - Jezioro Leleskie
            - Kroninek
              - Jegły

            - Kruninek
              - Elganowiec
                - Okrągłe Jezioro